# Henri Carl Maclean
Henri Carl Maclean (Rotterdam, 19 februari 1898 - aldaar, 21 juli 1972) was een Nederlandse schilder van landschappen, naakten, figuren, stillevens, wandschilderingen en portretten. Hij werkte in Rotterdam en was lid van de Haagsche Kunstkring en de Rotterdamsche Kunstenaarssociëteit. In de periode van 1928 tot zijn dood in 1972 zijn er meerdere exposities van zijn werk geweest. Zijn schilderijen werden gesigneerd met HC MacLean.